# La Chapelle-de-Guinchay
La Chapelle-de-Guinchay – miejscowość i gmina we Francji, w regionie Burgundia-Franche-Comté, w departamencie Saona i Loara.
Według danych na rok 1990 gminę zamieszkiwały 2233 osoby, a gęstość zaludnienia wynosiła 180 osób/km² (wśród 2044 gmin Burgundii La Chapelle-de-Guinchay plasuje się na 91. miejscu pod względem liczby ludności, natomiast pod względem powierzchni na miejscu 777.).